# Jean-François Liegme
Jean-François Liegme, né à Genève le 10 mai 1922 et mort à Genève le 29 juillet 1977, est un peintre suisse. 

## Biographie
Jean-François Liegme est originaire de Cormoret. Il est le fils de Fritz André et de Rachel Louise Julia Schwitzkébel. En 1940, il obtient sa maturité classique au Collège de Genève et poursuit en 1941 des études de médecine à Neuchâtel. De 1941 à 1945, il suit les cours de l’École des beaux-arts de Genève avec comme professeur, Alexandre Blanchet. De 1945 à 1947, il séjourne à Paris  où il partage l’atelier du graveur Jacques Houplain et retrouve Alberto Giacometti. Le 4 octobre 1947, il se marie avec Marie Jacqueline Liegme-Choisy dont il aura trois fils, Christian, Olivier et Pascal. En 1948, il retourne à Genève. L’année 1955 représente un tournant dans sa vie, il réalise ses premières œuvres abstraites, la série des Écorces et il apprend qu’il est atteint d’une maladie incurable (l’agammaglobulinémie) pour laquelle il devra suivre un traitement médical hebdomadaire. Il rencontre l’artiste Otto Tschumi qui l’initie à la technique du monotype. Il séjournera régulièrement à l’hôpital de Berne, où il va rencontrer Sam Francis qui souffre de la même maladie. Dès 1964, il réalisera plusieurs voyages en Grèce avec sa famille. Face à la maladie de sa femme, il développe ses thèmes picturaux en travaillant le monotype, ce qui lui permet de rester près d’elle. En 1975, sa femme décède et il exprime sur ses toiles une écriture profonde et sincère, trouvant ainsi une nouvelle expression. Il meurt à Genève, le 29 juillet 1977
J.-F. Liegme a toujours été en lien avec la nature. Dès 1940, il réalise de nombreux croquis d’oiseaux, à la suite de ses observations sur les berges du Rhône à Genève, partagées avec ses amis Rigassi, Paul Géroudet, Maurice Blanchet, Robert Hainard et, bien sûr Marino. Il  a été l’un des premiers représentants de la peinture non figurative lyrique à Genève, dans les années 1950-1960. Par l’abstraction lyrique, débarrassé du souci de ressemblance, il se rapproche des émotions ressenties au contact de la nature. Son geste créateur et spontané l’amène à créer des œuvres où s’exaltent la couleur et la spiritualité, proche des philosophies orientales. En 1962, Liegme utilise la technique de la tempera, ce qui lui permet de prendre la feuille blanche comme élément constitutif de la création. Il poursuivra ensuite son travail par le monotype, il en réalisera quelque sept cents, durant la maladie de sa femme. Deux ans avant sa mort, il retournera à la peinture sur toile.
« Très tôt, il fut gêné par la prononciation de la lecture de son nom. Aussi voulut-il revenir à l’origine de notre nom pour signer, d’abord avec un accent grave sur le e puis sans accent, toujours en supprimant le n. L’orthographe avec le n est gardé pour la partie officielle, reste donc inchangée pour son identité administrative (passeport à l’époque). »

## Prix
- 1946 Bourse Lissignol
- 1949 Bourse fédérale de peinture délivrée par la Confédération suisse
- 1950 Prix du Concours du beau livre suisse, à Olten pour l’illustration à l’eau-forte de Chevaux et canons, texte de Jean-François Piguet
- 1952 Bourses Lissignol, Genève et Kiefer-Hablitzel
- 1955 Bourse fédérale de peinture délivrée par la Confédération suisse[9]

## Œuvre

### Travaux d’intégration à l’architecture
- La fontaine de Jouvence Nouvelles policliniques, Genève, 1953, Mosaïque, marbres et émaux, 2,90 × 5,45 m[10].
- Les 3 éléments, Bâtiment d’administration fédérale, Monbijou, Berne, 1955, peinture murale, 2,5 × 8,2 m.
- Noir-volant, Bâtiment d’administration Le Cèdre, Mutuelle vaudoise accidents, place Milan, Lausanne, 1957, Mosaïque, marbres et granit, 2,25 × 5,50 m.
- Fresque rouge, Avenue de Budé, 35 (hall d’entrée), Genève, 1963, peinture murale, 3,28 × 4,62 m.
- Mosaïque du bassin des enfants, Piscine des Vernets, Genève, 1966, emaux Opus incertum, 10 × 10 m[11].
- Mural d‘entrée, Editions Rencontre, Lausanne, 1967, béton et marbres, environ 16 m2.
- Trois tapisseries, Editions Rencontres, Lausanne, 1968, tissage en lin et cordage
- Mosaïque bleue, Terrasse extérieure de l’Aéroport international de Genève, 1968-1969, émaux Opus incertum, 3,60 × 28,80 m.
- Quatre terrasses extérieures, Aéroport Genève-Cointrin, 1968-1969, graviers naturels et émaillés, surface totale: environ 900 m2.

### Huiles sur toile
« On dit que ma peinture est abstraite ou tachiste. C’est faux. Ces formes sont déclenchées par des éléments naturels. Il n’y a jamais de carambolage de la nature pour faire abstrait. Ma peinture n’est pas détachée de la nature, elle en est pétrie, elle est imprégnée des choses qui sont de l’ordre naturel, d’images, de rêves. Il y a identification entre ce que je fais et ce que je suis… »

— Jean-François Liegme[réf. souhaitée]
| Année     | Titre de l'œuvre                    | Dimension    |
| --------- | ----------------------------------- | ------------ |
| 1968      | Mai 68                              | 81 × 100 cm  |
| 1968      | Peinture molle à tensions           | 81 × 100 cm  |
| 1968      | Elytres                             | 114 × 126 cm |
| 1968      | Vague emprisonnée                   | 60 × 73 cm   |
| 1968      | Premier printemps                   | 86 × 116 cm  |
| 1978      | Pour une poétesse chinoise          | 81 × 100 cm  |
| 1968      | Friandises de mer                   | 60 × 73 cm   |
| 1968      | Domaine du Grand Crabe              | 89 × 116 cm  |
| 1968      | Nomade                              | 150 × 230 cm |
| 1968      | Mer Egée                            | 81 × 100 cm  |
| 1968-1969 | La Méduse                           | 54 × 65 cm   |
| 1969      | Silence                             | 146 × 114 cm |
| 1969      | Vagues et rochers                   | 81 × 100 cm  |
| 1969      | Rouge troué                         | 89 × 116 cm  |
| 1969      | Avec plaisir                        | 89 × 116 cm  |
| 1969      | Cénotaphe pour un poète             | 92 × 73 cm   |
| 1969      | Simple apparence I.                 | 116 × 89 cm  |
| 1969      | Simple apparence II.                | 116 × 89 cm  |
| 1969      | Simple apparence III.               | 38 × 30 cm   |
| 1969      | Fier Mongol                         | 162 × 130 cm |
| 1969      | Hommage à Mou-K’i                   | 73 × 60 cm   |
| 1969      | Devant le soleil                    | 110 × 135 cm |
| 1969      | Tons chauds                         | 110 × 135 cm |
| 1980      | En Provence                         | 30 × 42 cm   |
| 1969      | Les Fleurs du Mal                   | 100 × 81 cm  |
| 1969      | Cénotaphe pour un sculpteur anglais | 100 × 81 cm  |
| 1969      | Ouro-Altaïque                       | 100 × 81 cm  |
| 1969      | Les galets                          | 100 × 81 cm  |
| 1969      | Roi de carreau                      | 100 × 81 cm  |
| 1969      | Saltimbanque                        | 73 × 92 cm   |
| 1969      | Solstice                            | 130 × 162 cm |
| 1969      | Nuit sur le Bosphore                | 89 × 116 cm  |
| 1969      | Sur la plage                        | 60 × 73 cm   |
| 1969      | Karatoprak                          | 81 × 100 cm  |
| 1969      | Cinématic                           | 81 × 100 cm  |
| 1969      | Pouvoir du Noir                     | 130 × 195 cm |
| 1969      | Arborescente à fruit rouge          | 92 × 73 cm   |
| 1969      | Eaux et rochers                     | 130 × 162 cm |
| 1969      | Blues                               | 97 × 130 cm  |
| 1969      | Tropiques                           | 97 × 130 cm  |
| 1969      | Winterschloss                       | 100 × 81 cm  |
| 1970      | Naturellement rouge                 | 81 × 100 cm  |
| 1970      | Pour une Grecque                    | 89 × 116 cm  |
| 1970      | Fleur-Machine                       | 46 × 55 cm   |
| 1970      | Néolithique                         | 46 × 55 cm   |
| 1970      | Sur mesure                          | 38 × 30 cm   |
| 1969      | Nocturne                            | 89 × 116 cm  |
| 1970      | Ksar-es-Souk                        | 116 × 89 cm  |
| 1970      | Patate mystique                     | 100 × 81 cm  |
| 1970      | Derrière la surface                 | 114 × 146 cm |
| 1970      | En équilibre                        | 81 × 100 cm  |
| 1970      | Science-Fiction                     | 89 × 116 cm  |
| 1970      | Jardin de la nuit                   | 73 × 92 cm   |
| 1970      | Nuit d’un jongleur                  | 81 × 100 cm  |
| 1970      | La menace                           | 89 × 116 cm  |
| 1970      | Nature rouge                        | 89 × 116 cm  |
| 1970      | Ballet mécanique                    | 162 × 130 cm |
| 1970      | Les fruits de l’imagination         | 65 × 81 cm   |
| 1970      | Foredada                            | 65 × 81 cm   |
| 1970      | Réflexion faite                     | 65 × 81 cm   |
| 1970      | Au-dessus d’une pierre              | 81 × 100 cm  |
| 1970      | Edirne                              | 146 × 195 cm |
| 1970      | Petite nature morte de plaisir      | 38 × 46 cm   |
| 1970      | Œil de dragon                       | 81 × 100 cm  |

### Collections publiques
- Musée d'art et d'histoire de Genève (dont Milina, 1963, huile sur toile, 193, 5 x 130 cm et Devant le soleil, 1969, huile sur toile, 110 x 135 cm)
- Fonds municipal d'art contemporain de Genève (FMAC)

## Expositions

### Sélection d'expositions personnelles
- 1948-1951 : Galerie Moos, Genève
- 1951 : Salon d'automne, Paris
- 1951 : Guilde du livre, Lausanne
- 1956 Galerie l’Entracte, Lausanne
- 1956 : Musée de l’Athénée, Genève[12]
- 1959 : Galerie S. Bollag, Zurich
- 1959-1960 : Musée d'art moderne de la ville de Paris, Paris
- 1960 : Galerie Colette Allendy, Paris
- 1961 : Galerie Garabedian, Genève[13]
- 1962 : Galerie Marcelle Dupuis, Paris
- 1962 : Galerie de Beaune, Paris
- 1963 : Galerie Westing, Odensee
- 1964 : Galerie Palette Zürich
- 1966 : Galerie Moos, Genève[14]
- 1967 : Galerie Palette Zürich
- 1968 : Galerie Moos, Genève
- 1968 : Galerie M. Garabedian, Genève
- 1971 : Galerie Numaga, Neuchâtel
- 1971 : Galerie Moos, Genève
- 1975 : Galerie Engelberts, Genève
- 1978 : Galerie Engelberts, Genève

### Sélection d'expositions collectives
- 1949 : Salon de l’art libre, Palais des beaux-arts, Paris
- 1950 : Tailles et morsures, Musée de Romainmôtier
- 1952 : Bodjol, Liegme, Marino, Galerie Georges Moos, Genève
- 1953 : Quelques jeunes artistes romands, Galerie Georges Moos, Genève
- 1953 : IIe exposition international de Tokyo
- 1953-1954 : Die farbige Zeichnung, Graphische Sammlung der ETH, Zürich
- 1954 : Natures mortes helvétiques, Thunerhof, Thun
- 1955 : Jeunes Romands Kunsthalle de Berne
- 1957 : IIe exposition international de Tokyo
- 1957 : La peinture abstraite en Suisse, Kunstmuseum, Lucerne
- 1957 : Musée des beaux-arts, Neuchâtel
- 1958 : Moderne Wandmalerei der Schweiz, Kunstmuseum, Lucerne
- 1958 : Ungegenständliche Malerei in der Schweiz , Kongresshalle, Berlin
- 1959 : L'art abstrait, Musée des beaux-arts, Neuchâtel[15]
- 1959 : Salon des réalités nouvelles,  Paris
- 1960 : Salon Comparaisons, Paris
- 1960 : 43 Junge Schweizer, Kunstmuseum, Saint-Gall
- 1960 : Comparaisons, peintures, sculptures, Kunstmuseum, Saint-Gall
- 1974 : Maison de la culture, Châlon-sur-Saône
- 1976 : Artistes genevois : Streiflichter auf die Genfer Kunstszene, Helmhaus, Zürich[16]
- 1978 : Beginn des Tachismus in der Schweiz, Kunsthaus de Zurich